# Воїнджама
Воїнджама (англ. Voinjama) — місто в Ліберії.

## Географія
Розташоване на крайній півночі країни, на кордоні з Гвінеєю. Адміністративний центр графства Лофа. Абсолютна висота — 548 метрів над рівнем моря.

### Клімат

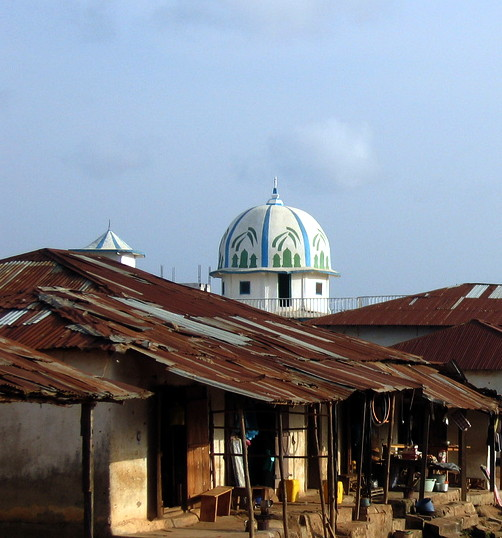
Мечеть у місті Воінджама

Місто знаходиться у зоні, котра характеризується мусонним кліматом. Найтепліший місяць — квітень із середньою температурою 25.4 °C (77.7 °F). Найхолодніший місяць — грудень, із середньою температурою 21.6 °С (70.9 °F).
| Клімат Воїнджами        | Клімат Воїнджами | Клімат Воїнджами | Клімат Воїнджами | Клімат Воїнджами | Клімат Воїнджами | Клімат Воїнджами | Клімат Воїнджами | Клімат Воїнджами | Клімат Воїнджами | Клімат Воїнджами | Клімат Воїнджами | Клімат Воїнджами | Клімат Воїнджами |
| Показник                | Січ.             | Лют.             | Бер.             | Квіт.            | Трав.            | Черв.            | Лип.             | Серп.            | Вер.             | Жовт.            | Лист.            | Груд.            | Рік              |
| Середня температура, °C | 22               | 23,6             | 24,9             | 25,4             | 25,3             | 24,5             | 23,8             | 23,9             | 24,2             | 23,8             | 23,3             | 21,6             | 23,9             |
| Норма опадів, мм        | 17               | 50.2             | 102.4            | 178.7            | 227.1            | 282.2            | 351.9            | 426.5            | 407.5            | 274.9            | 147.7            | 41.5             | 2507.6           |
| Днів з опадами          | 1,1              | 2,3              | 6,6              | 10,1             | 15,8             | 18,9             | 22,7             | 24,8             | 23,9             | 20               | 9,1              | 2,4              | 157,7            |
| Вологість повітря, %    | 68.2             | 66.6             | 69.4             | 75.1             | 79.1             | 82               | 84.2             | 80.6             | 81.2             | 80.5             | 79.8             | 74.2             | 76.7             |
| ----------------------- | ---------------- | ---------------- | ---------------- | ---------------- | ---------------- | ---------------- | ---------------- | ---------------- | ---------------- | ---------------- | ---------------- | ---------------- | ---------------- |
| Джерело: Weatherbase    |                  |                  |                  |                  |                  |                  |                  |                  |                  |                  |                  |                  |                  |

## Інфраструктура
У місті є мечеть і католицька церква. Місто сильно постраждало в ході ліберійської громадянської війни, інфраструктура міста була майже повністю знищена; ведуться відновлювальні роботи.

## Населення
За даними на 2013 рік чисельність населення становить 27 503 особи.
Динаміка чисельності населення міста по роках:
| 2008   | 2013   |
| ------ | ------ |
| 26 594 | 27 503 |